# فرسایش

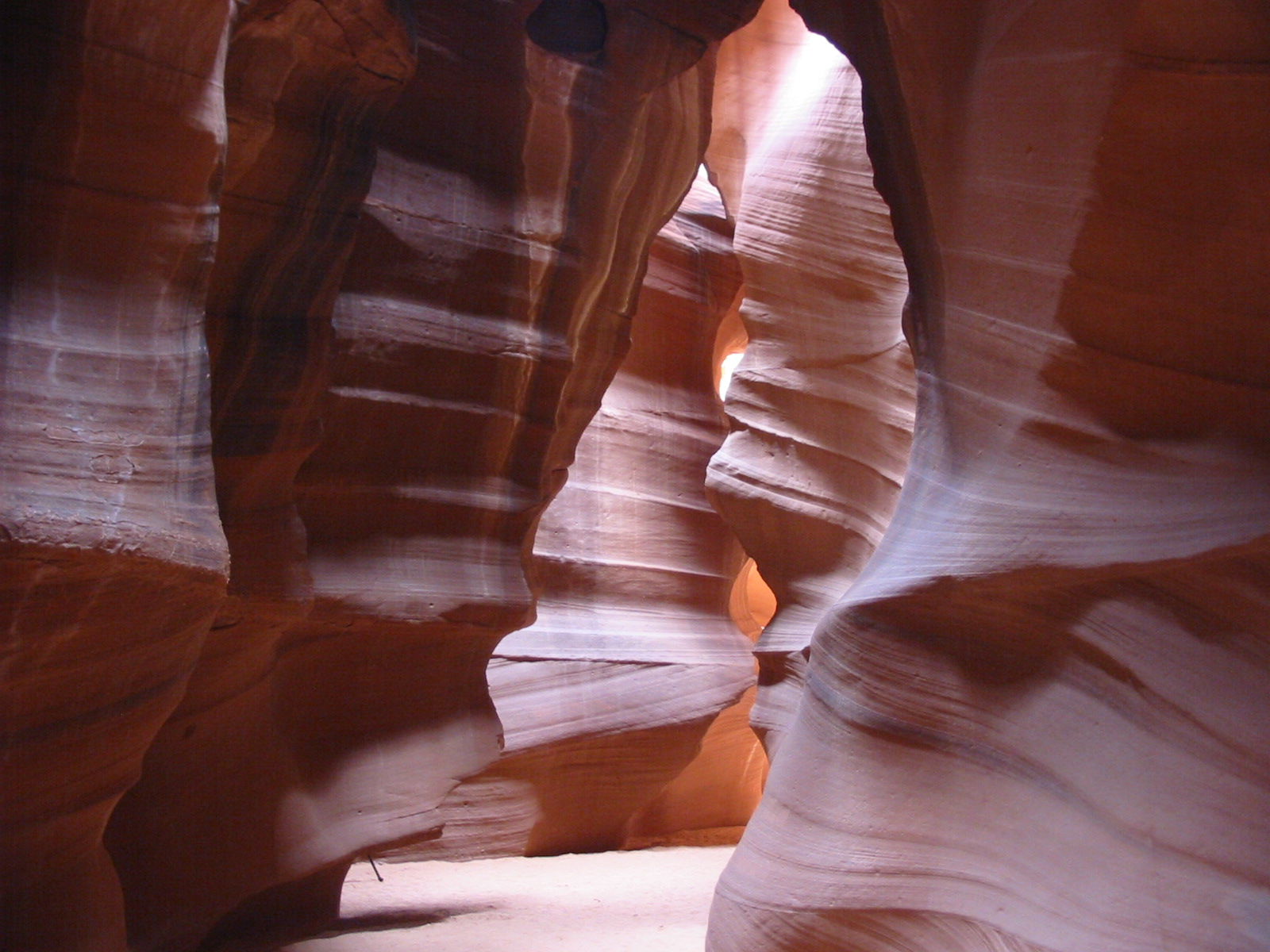
فرسایش طبیعی در آنتلوپ کنیون.

فرسایش فرایند نابودی تدریجی رویهٔ یک ماده است. فرسایش عبارت است از فرسودگی و از بین‌رفتگی مداوم خاک سطح زمین (انتقال یا حرکت آن از نقطه‌ای به نقطه دیگر در سطح زمین) توسط آب یا باد. فرسایش فرایندی است که طی آن ذرات خاک از بستر خود جدا شده و به کمک یک عامل انتقال‌دهنده به مکانی دیگر حمل می‌شوند. به‌طور کلی کلمه فرسایش از دو جهت قابل بحث است؛ معنی وسیع کلمه شامل فرسایش‌های آبی و بادی و یخچالی است و معنی خاص کلمه بدون در نظر گرفتن حالت‌های مشخص آن در مورد فرسایش در خاک‌های کشاورزی است. وقتی از فرسایش صحبت می‌شود، فوراً آثار و علایمی که مشخص‌کننده نوع فرسایش است در نظر مجسم می‌گردد که با تخریب، برداشت، حمل مواد و رسوب یا تجمع مواد همراه است. فرسایش خاک یک پروسه منفی طبیعی و غیرطبیعی است که در مناطق خشک و نیمه‌خشک و مناطق سیلاب‌زده رخ می‌دهد. در این صورت، خاک تخریب‌شده زمین حاصلخیزی خود را از دست می‌دهد. درحالی‌که گیاه هنوز نروییده، محل به صحرا مبدل می‌گردد. چنین حادثه‌هایی در کشورهای آسیای میانه وجود دارد، زیرا در تابستان رطوبت هوا خیلی کم می‌گردد. آبی که در زیر ریشه گیاهان وجود دارد در اثر گرمی هوا تبخیر شده و گیاهان خشک می‌شوند و می‌میرند. به‌طور مثال ۳۰ سال پیش در شمال افغانستان در دشت‌های حیرتان ارزنه درختان سکساول و گز وجود داشت؛ که این درختان با چنین محل نمکی و کم‌آب، سازگار شده و با پوشش خود مناطق را حفاظت می‌کردند. در طی سال‌های جنگ، افراد فرصت‌طلب با قطع درختان، آن‌ها را در منازل خود مورد استفاده قرار دادند. اکنون در این محل فقط دشت و خاک‌باد وجود دارد. علت بیابان‌زایی، کمبود آب، استفاده افراطی و چرای بی‌رویه در چراگاه‌ها، خشک‌سالی پی‌درپی، بالا رفتن سطح نمک‌ها، فقر، توسعه شهرها، سیلاب‌ها، از بین رفتن فرش سبز زمین و درختان، عدم برنامه‌ریزی و مدیریت پایدار در جهت جلوگیری از فرسایش خاک از طرف دولت است.

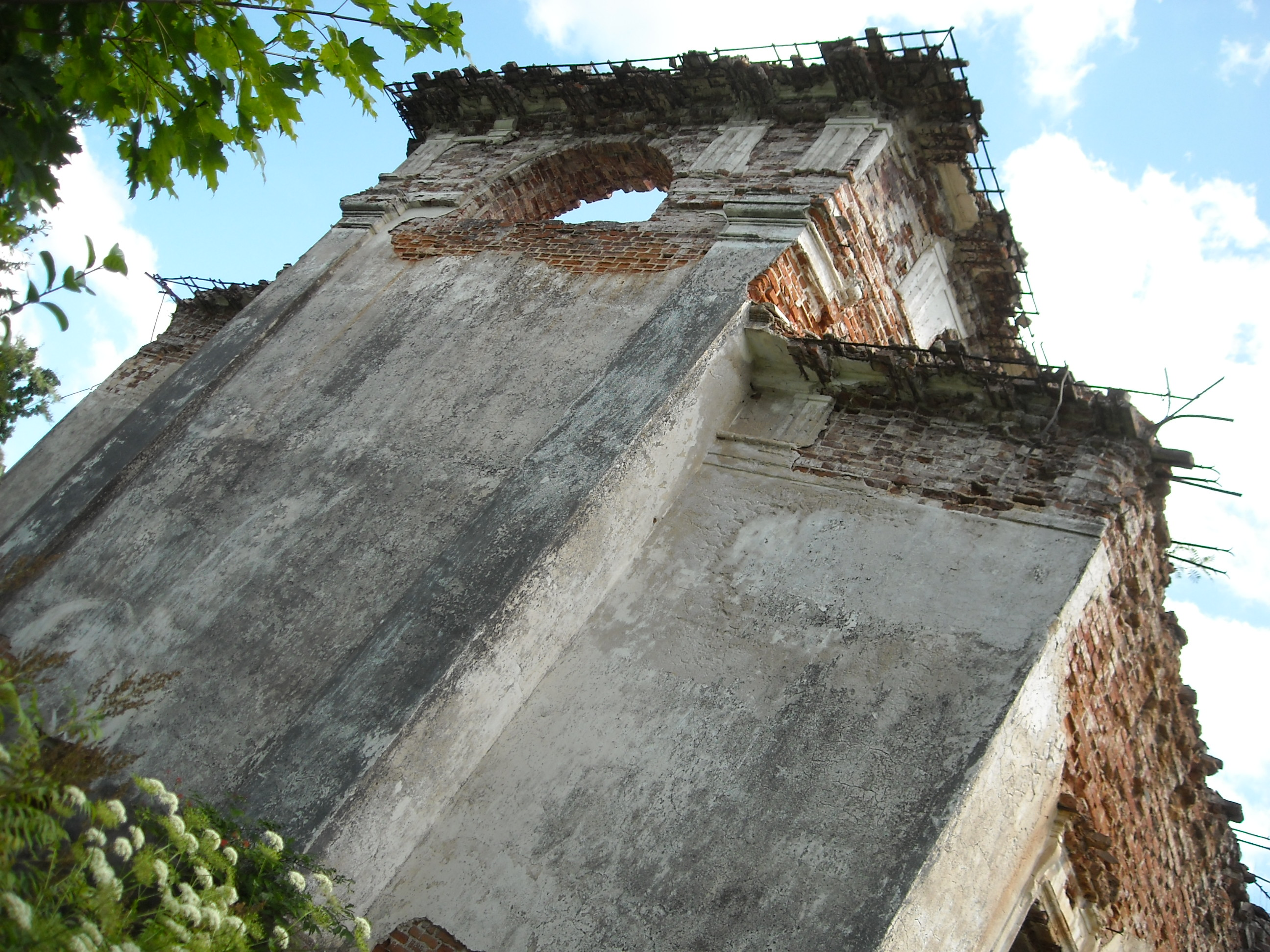
کلیسای فرسوده در بلاروس

## عوامل فرسایش
۱-نیروی جاذبه ۲-آب سطحی ۳-آب زیر زمینی ۴-آب‌های جاری ۵-یخچال‌ها ۶-باد-سیل زدگی-امواج دریا ۷ - عوامل دیگر

## باد

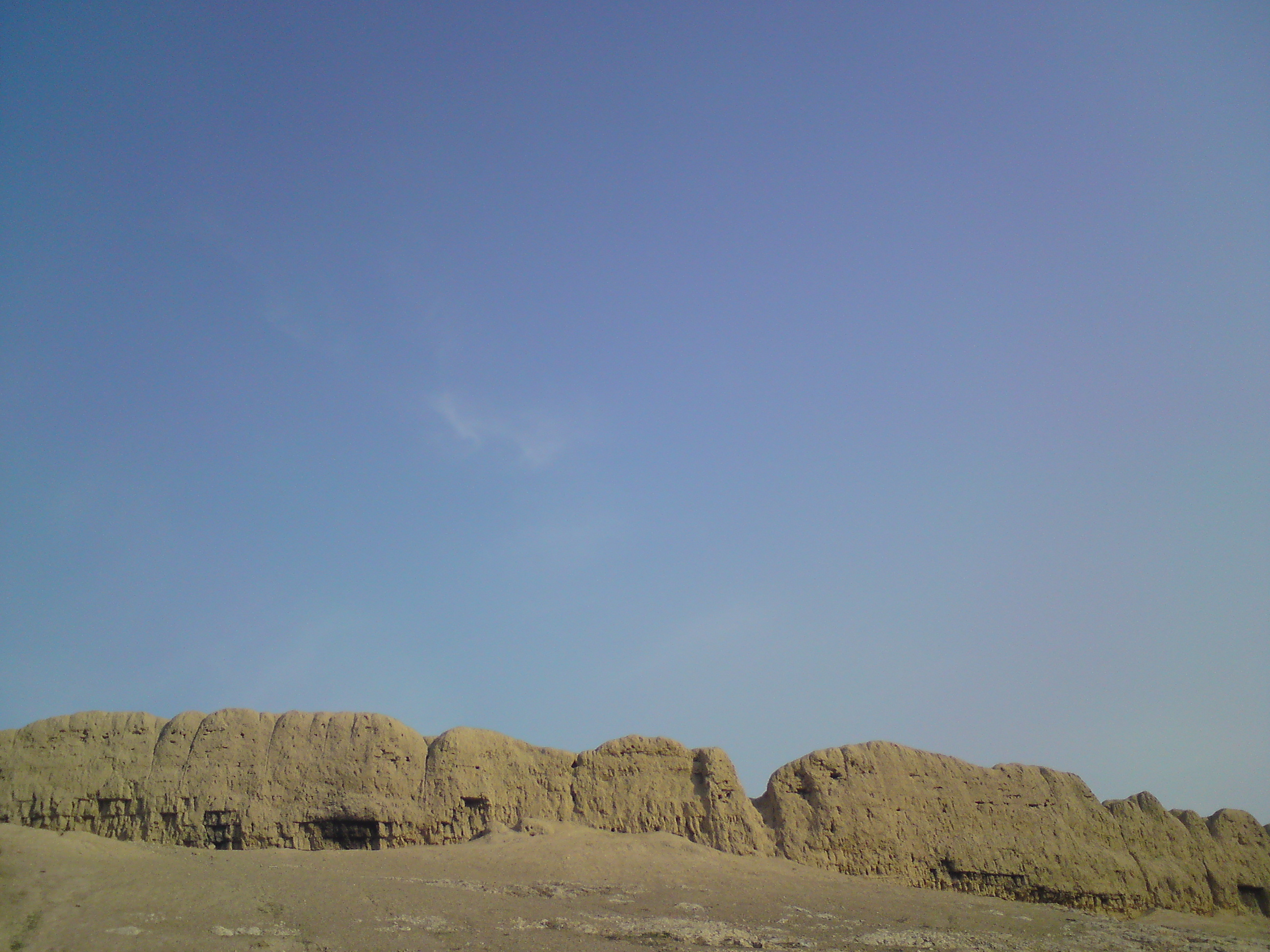
نمایی از باروی قدیمی ری که در اثر گذشت زمان فرسوده شده‌است

باد به خودی خود نمی‌تواند صخره‌ها را فرسایش دهد؛ ولی وقتی همراه خود ذرات معلق شن یا خاک را حمل می‌کند، موجب ساییده شدن حتی سخت‌ترین صخره‌ها نیز می‌گردد. این عمل شبیه حرکت با دور آهسته سنباده‌کشی است که به منظور تمیز کردن سطح فلزات پیش از رنگ کردن آن‌ها مورد استفاده قرار می‌گیرد.

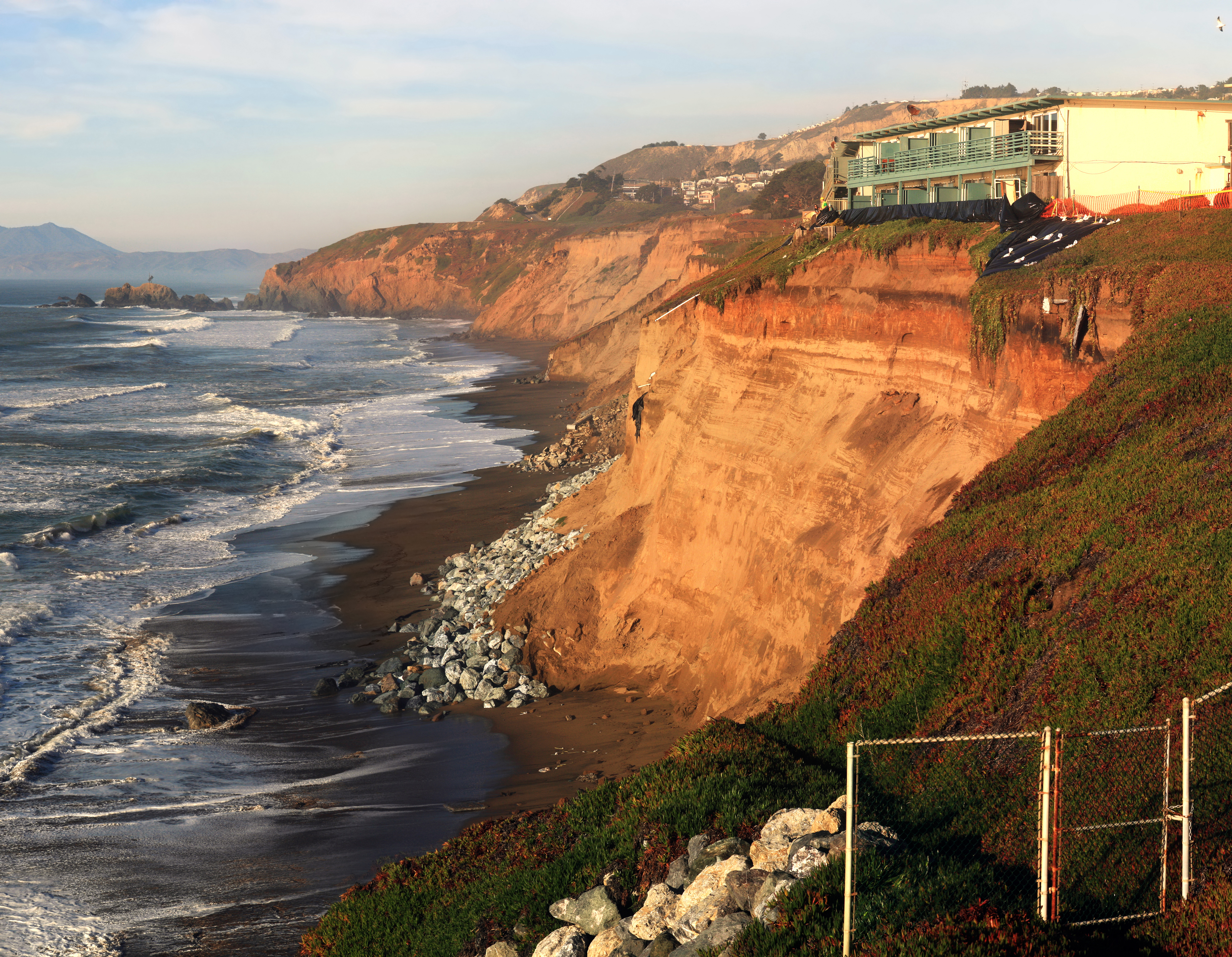
فرسایش طبیعی

## آب
آب به تنهایی مهم‌ترین عامل فرسایش به‌شمار می‌آید. باران، جویبارها و رودخانه‌ها خاک را خراشیده و با خود حمل می‌کنند و سواحل دریاها و دریاچه‌ها توسط امواج آب در معرض فرسایش قرار می‌گیرند. در حقیقت می‌توان گفت که همیشه و در هر حالت، اجسامی که در معرض حرکت آب قرار دارند تحت فرسایش ناشی از آن قرار میگیرد.

## تغییرات دما
وقتی که فرسایش زمین‌شناسی مورد نظر باشد، گذشت زمان غیرقابل تشخیص است و تغییرهای بسیار جزئی یا بسیار آهسته در مدت طولانی تدریجاً اهمیت پیدا می‌کنند. به عنوان مثال می‌توان از ورقه‌ورقه شدن و شکاف برداشتن سنگ‌ها و صخره‌ها در اثر تغییر درجه حرارت نام برد. تغییرات سریع درجه حرارت روز و شب فقط روی سطح صخره‌ها اثر می‌گذارند؛ در حالی‌که تغییرهای آرام بین زمستان و تابستان تا اعماق بیشتری نفوذ می‌کنند. وقتی که تغییرها درجه حرارت با یخبندان نیز همراه باشد، در اثر انبساط حجم آب در بین شکاف‌ها و درزها اثر خرد کنندگی آن به‌شدت افزایش می‌یابد. به‌طوری‌که در شکل اول نشان داده شده‌است انقباض و انبساط توده یخ در روی سطح شیبدار موجب حرکت تدریجی آن به طرف پایین تپه می‌گردد.

## موجودات زنده
بعضی از انواع حیات مانند جلبکها و گل‌سنگها عملاً موجب شکسته شدن سنگ‌ها می‌شوند؛ ولی اثر عمده موجودات زنده، ایجاد اختلال‌هایی است که اثر عوامل دیگر را سرعت می‌بخشند. جانوران با پا گذاشتن بر روی سنگ و خاک موجب شکستن آن‌ها شده و نتیجتاً حمل آن‌ها را به وسیلهٔ آب یا باد تسهیل می‌کنند. از طرف دیگر، شاخص موجودات زنده؛ کرم خاکی و موریانه موجب به هم خوردن و افزایش هوا دیدگی و اکسیداسیون خاک شده و با این ترتیب، پدیده تبدیل صخره‌های مقاوم به خاک قابل فرسوده شدن را سرعت می‌بخشند.

## فرسایش تشدیدی
فعالیت‌های غیر کشاورزی بشر که موجب تشدید پدیده‌های فرسایش می‌شوند، در مقیاس جهانی از اهمیت کمی برخوردارند. ما کوه‌ها را برای استخراج سنگ و سنگ آهن حفاری می‌کنیم، ما در یک جا زمین را گود کرده و در جای دیگر گودی را پر می‌کنیم ولی این دخالت‌ها در قسمت بسیار کوچکی از سطح کره زمین انجام می‌گیرد. از طرف دیگر کشاورزی در چنان سطح گسترده‌ای انجام می‌گیرد که فعالیت‌های از این قبیل به‌طور بسیار بارزی سرعت فرایندهای فرسایشی را تغییر می‌دهند و تقریباً تمام عملیات کشاورزی در جهت افزایش فرسایش عمل می‌کنند. هر زمان که پوشش گیاهی از روی زمین برداشته شده و زمین لخت شود؛ درخت کمتری وجود خواهد داشت که سرعت باد را کاهش می‌دهد و در نتیجه فرسایش بادی افزایش می‌یابد. گیاه کمتری وجود دارد که انرژی قطره‌های باران را جذب کند و نتیجتاً فرسایش بارانی زیادتر خواهد شد، روان آب سطحی زیادتری جریان می‌یابد و نهرها و رودخانه‌ها قویتر می‌شوند و بالاخره جانوران اهلی صخره و خاک را بیشتر خرد می‌کنند. انسان با شخم زدن زمین، میلیون‌ها بار سریع‌تر از جانوران حفاری کننده خاک موجب به هم خوردن و هوا دیدگی خاک می‌گردد. با این اعمال در حقیقت تمام پدیده‌های فیزیکی طبیعت که فرسایش یکی از آنهاست تشدید می‌شوند. فقط حالت‌های خیلی استثنایی و نادری وجود دارند که دخالت بشر احتمالاً موجب کاهش فرسایش طبیعی می‌گردد مانند وقتی که صحراها احیا می‌شوند، نواحی خشک به وسیلهٔ آبیاری معتدل می‌گردند یا جنگل‌ها ایجاد می‌شوند که سطح کل آن‌ها در مقایسه با سطحی که در آن فعالیت‌های بشر موجب افزایش فرسایش می‌گردد بسیار ناچیز است.

## حدود قابل قبول فرسایش
بنابر آنچه گفته شد آیا می‌توان میان فرسایش طبیعی که یک پدیده طبیعی و قابل پذیرش است و فرسایش تشدیدی که یک پدیده مخرب و ساخته دست بشر است حد فاصلی تعیین کرد؟ و اگر کشیدن چنین خطی مشکل یا غیرممکن باشد که هست آیا راه دیگری برای مشخص کردن حدود فرسایش قابل قبول وجود ندارد؟ بهتر است برای یافتن چنین راهی سؤال بالا به ترتیب دیگری مطرح شود؛ «حد فرسایشی که ما در آن حد احساس می‌کنیم دیگر نبایستی فرسایش را تحمل کرد بلکه بایستی در مورد آن کاری انجام داد کجاست؟»
معمولاً به این سؤال این‌طور جواب داده می‌شود که هدف متخصصان حفاظت خاک اطمینان از این امر است که از زمین به ترتیبی استفاده شود که این استفاده بتواند به‌طور نامحدود ادامه یابد؛ یعنی هیچ گونه تخریب تدریجی خاک صورت نپذیرد. این هدف زمانی تحقق می‌یابد که سرعت از دست رفتن خاک بیشتر از سرعت تشکیل آن نباشد. سرعت تشکیل خاک را نمی‌توان به دقت اندازه‌گیری کرد ولی بهترین تخمین خاک شناسان این است که در شرایط طبیعی، چیزی در حدود ۳۰۰ سال طول می‌کشد تا ۲۵ میلی‌متر خاک سطحی تشکیل شود(بنت ۱۹۳۹ فصل دوم). این مدت برای وقتی که به هم خوردگی، هوا دیدگی و شستشوی خاک با عملیات آماده کردن زمین سرعت می‌گیرند به حدود ۳۰ سال تقلیل می‌یابد. سرعت تشکیل ۲۵ میلی‌متر خاک در ۳۰ سال تقریباً برابر است با ۵/۱۲ تن در هکتار در سال و این رقمی است که اغلب به عنوان حدی که فرسایش نبایستی از آن بیشتر شود پذیرفته شده‌است. البته واضح است که میزان قابل قبول خاک از دست رفته ثابت نبوده و به شرایط خاک بستگی دارد. اگر یک برش عمودی از یک خاک عمیق با حاصلخیزی یکسان در تمام سطوح تشکیل شده باشد، از دست دادن ۲۵ میلی‌متر خاک در ۳۰ سال آنقدر خطر جدی در برندارد که از دست رفتن همین مقدار خاک با برشی متشکل از چند سانتی‌متر خاک بر روی صخره‌های سخت دربردارد.
بدین ترتیب ارقامی که به عنوان حد قابل قبول فرسایش مورد استفاده قرار می‌گیرند به ندرت از ۵/۱۲ تن در هکتار در سال بالاترند. در آمریکا ارقام بین ۵/۲ تا ۵/۱۲ تن در هکتار در سال متداولند و در فدراسیون آفریقای مرکزی رقم ۱۰ برای خاک‌های شنی و ۵/۱۲ تن در هکتار در سال برای خاک‌های رسی به کار می‌روند. این اعداد در فرمول جهانی فرسایش خاک، به توصیه‌های عملیات کشاورزی ربط داده شده‌است.

## انواع فرسایش
فرسایش آبی
اولین تقسیم‌بندی فرسایش آبی که به وسیلهٔ متخصصین پیشتاز حفاظت خاک انجام گرفت این پدیده را به مراحلی منطبق بر تجمع تدریجی رواناب سطحی تقسیم می‌کند که با فرسایش سطحی (شسته شدن سطح خاک زراعی) شروع می‌شود، سپس با تجمع آب در جویبارهای کوچک وارد مرحله فرسایش شیاری می‌گردد. بعد وقتی که آبراهه‌های فرسایش یافته بزرگتر شوند فرسایش خندقی نامیده می‌شود و بالاخره فرسایش نوع آخر فرسایش کناره‌ای است که با بریده شدن سواحل رودخانه‌ها یا جوی‌ها توسط آب جاری در آن‌ها به وجود می‌آید. با آگاهی فعلی ما از فرسایش این تقسیم‌بندی دیگر مناسب نبوده و شاید هم گمراه‌کننده باشد چون کلاً اثرات برخورد قطرات باران و عمل فرسایش پاشمانی را حذف می‌کند. در صورتی که می‌دانیم عمل قطره باران در هنگام برخورد با زمین اولین و مهم‌ترین مرحله پدیده فرسایش است. همچنین فرسایش سطحی که برداشته شدن یکنواخت خاک به وسیلهٔ یک لایه نازک آب در حال جریان را مجسم می‌کند از هر نظر غلط است. چون از یک طرف جریان لایه‌ای آب فقط در سرعت‌هایی بسیار بالاتر از سرعت معمولی آب در مزرعه قادر به خراشیدن سطح و ایجاد آب شکستگی است و از طرف دیگر رواناب به ندرت می‌تواند به فرم ورقه پهن و یکنواخت در حرکت باشد.
اگر توضیح مربوط به فرسایش سطحی را کنار گذاشته و به جای آن «فرسایش بارانی» را قرار دهیم دیگر مخالفتی با ادامه مراحل بعدی تقسیم‌بندی فوق یعنی فرسایش‌های شیاری، خندقی و کناره‌ای نخواهد بود. فرسایش شیاری را می‌توان شسته شدن و حمل مواد از داخل آبراهه‌هایی با دیواره‌های مشخص و بدان حد کوچک که با شخم زدن معمولی از بین می‌روند تعریف کرد. این آبراهه‌ها وقتی خندق نامیده می‌شوند که به آن اندازه بزرگ و دایمی شده باشند که عبور وسایل شخم در جهت عمود بر آن‌ها میسر نباشد. هیچ مرز مشخصی که این دو نوع فرسایش را از یکدیگر جدا سازد وجود ندارد. در نقاط مختلف دنیا خندقها به نام‌های متفاوتی مشهورند و از آن جمله‌است: «وادی» در شمال آفریقا، «نولاً در هندوستان،» دونگاً در آفریقای جنوبی و «آریو» در آمریکای جنوبی.

### اشکال خاص فرسایش آبی
ـ فرسایش پاسنگی
وقتی که قسمتی از یک خاک مستعد فرسایش به وسیلهٔ سنگ یا ریشه گیاه از فرسایش بارانی محافظت می‌شود؛ پاسنگهایی منفرد و مرتفع نسبت به زمین‌های اطراف به وجود می‌آیند که در بالای آن‌ها اجسام مقاوم قرار دارند. فرسایش زمین‌های اطراف این پاسنگ‌ها بیشتر به وسیلهٔ باران انجام می‌گیرد تا جریان‌های سطحی آب چون که در پایه پاسنگ‌ها هیچ گونه اثری از بریدگی به وسیلهٔ آب مشاهده نمی‌شود. این نوع فرسایش به آهستگی و طی سال‌ها در قسمت‌هایی از مراتع که از گیاه پاک شده باشد به وجود می‌آید. در زمین‌های زراعی که به وسیله رگ‌بارش‌های استثنایی شدیداً فرسایش یافته باشند نیز ممکن است پاسنگ‌ها به وجود آیند. اهمیت این پاسنگ‌ها در این است که با مطالعه ارتفاع آن‌ها می‌توان به‌طور تقریبی عمق خاک از دست رفته را محاسبه کرد.
تفکیک پاسنگ‌ها از سکوهای علفی حایز اهمیت است؛ زیرا این سکوها نیز معمولاً داری سطح خاکی بالاتر از زمین‌های اطراف خود هستند. این بلندی ممکن است نشان دهنده فرسودگی خاک بین دسته‌های علف بوده و سطح خاک در داخل آن‌ها نمایانگر سطح اولیه خاک باشد؛ ولی این احتمال نیز وجود دارد که سطح خاک داخل دسته‌های علفی در نگهداری خاک پرتاب شده از زمین‌های لخت اطراف آن‌ها توسط برخورد قطرات باران بالا آمده باشد. در چند قطعه آزمایشی مشاهده گردید که سطح خاک در داخل دسته‌هایی از گیاه Eragrostits Curvula ۲۰ میلی‌متر از زمین‌های اطراف بالاتر است. امکان داشت به آسانی فرض شود که این اختلاف ارتفاع نشانه‌ای از فرسایش شدید باشد؛ ولی در حقیقت اندازه‌گیری‌ها نشان دادند که مقدار خاک از دست رفته کم و قابل اغماض بوده و اختلاف ارتفاع حاصله منحصراً نتیجه جابجایی جانبی خاک به وسیلهٔ برخورد قطرات باران بوده‌است.

## فرسایش مخروطی
فرسایشی است با شکل مشخص که مخروط‌های بلندی در کناره‌های خندق به جا می‌گذارد. قسمت زیرین این مخروطها از خاک‌های به‌شدت فرسایش پذیر تشکیل یافته‌است. این فرسایش همیشه با شیارهای عمیق در جهت عمود بر کناره‌های خندقها همراه است. این شیارها به سرعت دیواره خود را بریده و عریض می‌شوند تا به همدیگر برسند و مخروط‌های مجزایی را بر جای بگذارند. معمولاً در این نوع فرسایش نیز مانند فرسایش پاسنگی، لایه‌ای از خاک مقاوم به فرسایش یا سنگ و سنگ ریزه قسمت بالای مخروطها را تشکیل می‌دهد.
کناره‌هایی که به این ترتیب فرسایش می‌یابند معمولاً به وسیله آب جاری یا راکد به شدت از زیر بریده می‌شوند و فرسایش از نوع لوله‌ای نیز در چنین محلهایی فراوان دیده می‌شود. شرایط شیمیایی و فیزیکی خاک که موجب پیدایش چنین فرسایش شدیدی می‌گردد به وضوح مشخص نشده‌است؛ ولی معمولاً این فرسایش در خاک‌هایی رخ می‌دهد که عدم تعادل شدید مانند زیادی سدیم یا پراکندگی ذرات در آن‌ها دیده می‌شود. تشخیص خاک‌های مستعد این نوع فرسایش به این ترتیب است که در حالت خشک جذب آب در آن‌ها بسیار بطئی است ولی در حالت اشباع هیچ گونه چسبندگی نداشته و مانند گل جاری است.
کنترل خندقها یا هر نوع دیگر احیای خاک وقتی که فرسایش مخروطی به چشم می‌خورد مشکل است. شرایط ناجور رطوبت و مواد غذایی خاک، ایجاد پوشش گیاهی را در این خاک‌ها مشکل می‌کند. این خاک‌ها برای ساختمان‌های خاکی بسیار نامناسب بوده و ساختمان‌های سیمانی و بتنی نیز سریعاً از زیر خالی شده یا کج می‌شوند.

## آبراهه‌های زیرزمینی
سوراخ‌ها یا آبراهه‌های زیرزمینی بیشتر در خاک‌هایی که مستعد فرسایش مخروطی هستند تشکیل می‌گردند؛ ولی کاملاً محدود به این خاک‌ها نمی‌گردند. وقوع آن زمانی است که آب سطحی به درون خاک نفوذ کرده و آنقدر پایین می‌رود تا به یک لایه دارای قابلیت نفوذ کمتر برخورد کند. اگر در چنین شرایطی که راه نفوذ عمودی آب بسته‌است آب به‌طور افقی از روی لایه با قابلیت نفوذ کم حرکت کند ممکن است در مسیر خود ذرات ریز خاک لایه متخلخل را شسته و از آن خارج نماید. این عمل خود باعث زیادتر شدن سرعت حرکت افقی آب گشته و باز فرسایش جانبی را اضافه می‌کند تا بالاخره تونلی ایجاد شود. بدین ترتیب تمام آب سطحی در یک سوراخ عمودی ناپدید شده و در زیرزمین جریان می‌یابد تا اینکه در جای دیگر و احتمالاً از دیواره‌های جانبی یک خندق سر به درآورد. خوشبختانه این نوع فرسایش محدود است به زمین‌های بدخیم یا زمینهایی که از نظر کشاورزی دارای اهمیت نیستند و گرنه هیچ گونه روش کنترل مؤثری برای آن نمی‌توان به کار برد.

## فرونشینی
فرونشینی معمولاً پدیده‌ای از فرسایش طبیعی است که بروز آن بدون دخالت بشر امکانپذیر است؛ ولی امکان تشدید آن به وسیلهٔ بشر مثلاً در کناره‌های خندقها وجود دارد. این پدیده مشخصا در مناطقی که دارای بارندگی زیاد و خاک عمیق هستند به چشم می‌خورد و در چنین شرایطی به مهم‌ترین عامل به وجود آمدن خندقها تبدیل می‌شود. این عمل در جاهایی که دهانه خندق تا مرتفعترین نقطه و حتی بعد از آن عقب‌نشینی کرده و هیچ گونه جریان آبی به داخل خندق در محل دهانه نمی‌تواند صورت گیرد بروز می‌کند. این خندقها اغلب با یک جریان سیلابی در داخل آبراهه‌ها شروع می‌شوند ولی به مجرد اینکه خندقها ایجاد شدند فرسایش می‌تواند به وسیله فرونشینی تنها ادامه یابد. از راه‌های دیگر پیدایش این پدیده نشست دیواره‌های رودخانه‌ها و فرسایش ساحلی را می‌توان نام برد.

## کاهش کیفیت خاک
اگر فرسایش خاک را به معنای اعم آن تعریف کنیم شامل هر گونه تنزل یا کاهش قدرت محصول دهی خاک نیز می‌شود. یک چنین تنزلی می‌تواند به چندین طریق صورت پذیرد بدون اینکه خاکی از دست رفته باشد.

## فرسایش حاصلخیزی
این فرسایش که همان از دست رفتن مواد غذایی گیاهی به وسیله فرسایش است از نظر کیفیت می‌تواند با میزان برداشت این مواد به وسیله گیاهان زراعی برابری کند. نحوه از دست رفتن مواد غذایی برای عناصر مختلف متفاوت است. فسفر معمولاً همراه با ذرات کلوئیدی که بر روی آن‌ها جذب شده‌است، از دست می‌رود ولی ازت به فرم‌های نیتریت و نیترات که در آب محلول هستند می‌تواند در رواناب حل شده و از زمین خارج گردد بدون اینکه هیچ گونه حرکتی فیزیکی خاک صورت گرفته باشد.

## فرسایش پادل[۱۲]
این فرسایش نیز یک تخریب فیزیکی است که در آن خاکی از دست داده نمی‌شود. این فرسایش متلاشی شدن ساختمان خاک به وسیله برخورد قطرات باران و شسته شدن ذرات ریز به داخل فرو رفتیگی هاست که منجر به ایجاد یک خاک بدون ساختمان با سطح فشرده و قدرت محصول‌دهی کاهش یافته می‌شود. شکل زیر نمونه‌ای از فرسایش پادل را نشان می‌دهد.

## فرسایش عمودی
نوع دیگر جابجایی فیزیکی، شسته شدن ذرات ریز رس از داخل شن و سنگ ریزه متخلخل به طرف پایین و تجمع آن در لایه‌های زیرین نیم رخ خاک که دارای تخلخل کمتری است است. این عمل دو اثر می‌تواند داشته باشد که یکی از دست رفتن مواد ریز در یک نقطه و دیگری افزایش این مواد در نقطه دیگر است. در خاک‌های شنی کاهش قابل ملاحظه در میزان مواد کلوئیدی و رسی که در اثر فرسایش عمودی ممکن صورت پذیرد موجب کاهش حاصلخیزی این خاک‌ها می‌گردد. اثر دوم یعنی تجمع مواد ریز کلوئیدی نیز می‌تواند نامطلوب باشد و آن زمانی است که تجمع این مواد لایه‌ای با نفوذپذیری کم برای ریشه گیاه و آب ایجاد می‌کند.
۲) فرسایش بادی
پنج نوع مختلف فرسایش بادی را می‌توان مشخص کرد که بین برخی از آن‌ها فصول مشترکی وجود دارد و در غالب موارد تعدادی از آن‌ها هم‌زمان با هم به وقوع می‌پیوندند.
نوع اول دیتروژن نامیده می‌شود همان ساییده شدن صخره‌ها و تپه‌های خاکی به وسیله ذرات معلق در باد است. تراشیده شدن صخره‌های بزرگ به اشکال عجیب و غریب که اغلب در صحراها مشاهده می‌شوند به وسیله همین پدیده صورت گرفته‌است. مشابه همین عمل در نزدیکی‌های سطح زمین به وسیله ذرات درشت جهنده نیز صورت می‌گیرد که به آن سایش گفته می‌شود.
سه نوع دیگر فرسایش بادی مربوط هستند به طرق مختلفی که مواد حمل می‌شوند. حمل مواد بسیار ریز به صورت معلق در هوا صورت می‌گیرد و تعلیق نامیده می‌شود. ذرات درشت با غلتیدن و ذرات با اندازه متوسط در جهت باد به طریق جهشی حرکت می‌کنند.

## اهمیت نسبی انواع فرسایش
سؤالی که اغلب مطرح می‌شود این است که کدامیک از انواع فرسایش خطرناکترین آنهاست. جواب به این سؤال موقعی حایز اهمیت است که یک برنامه حفاظت خاک از منابع محدود و ناکافی جهت مواجه با کل مسئله فرسایش برخوردار باشد و در نتیجه این منابع محدود بایستی برای قسمت‌های انتخاب شده‌ای مورد استفاده قرار گیرند. به‌هرحال برای این سؤال یک جواب معین وجود ندارد و جواب بسته به اینکه چرا و به چه دلیل به مهار فرسایش نیاز هست تغییر می‌کند.
چنانچه تولید گیاهان زراعی به وسیله فرسایش به خطر افتاده‌است در این صورت فرسایش بارانی و شیاری روی زمین‌های زراعی مهم‌ترین فرسایش است. در صورتی که رسوبات حمل شده به وسیلهٔ جویبارها و رودخانه‌ها، دریاچه‌های پشت سدها را که برای شبکه‌های آبیاری ضروری هستند با خطر پر شدن روبرو ساخته‌است مهم‌ترین منبع چنین رسوباتی احتمالاً فرسایش از نوع خندقی یا کناره‌ای است. این بدان جهت است که خاک فرسایش یافته به وسیله این دو نوع فرسایش تماماً و بلافاصله وارد جریان‌های جویباره‌ای می‌گردد. جریان‌های دیگر نظیر رواناب سطحی نیز ممکن است مقادیر هنگفتی خاک از زمین زراعی خارج کند. اما به احتمال زیاد این خاک قبل از رسیدن به جریان‌های جویباره‌ای به وسیله پوشش گیاهی متوقف شده یا در گودال‌ها و حفره‌ها رسوب می‌نماید.
اهمیت نسبی انواع مختلف فرسایش و تعیین تقدم کنترل هر یک احتیاج به بررسی و تحلیل مسئله و همچنین اهداف برنامه حفاظتی دارد.

## مراحل مختلف پدیده فرسایش
زمانی که بخواهیم مقاومت نسبی انواع مختلف خاک را نسبت به فرسایش مورد بررسی قرار دهیم؛ وضعیتی شبیه آنچه در بالا گفته شد پیش می‌آید. در اینجا جواب‌های صحیح بر حسب اینکه نسبت به چه نوع فرسایشی این مقاومت سنجیده می‌شود متفاوت است. یک خاک ممکن است فرسایش کناره‌ای و برش از زیر آسیب‌پذیر باشد. این موضوع را می‌توان به بهترین وجهی با در نظر گرفتن تقسیم‌بندی پدیده فرسایش که ۳۰ سال قبل توسط الیسون انجام گرفت توضیح داد. در این تقسیم‌بندی سه مرحله اساسی «جدا شدن ذرات از همدیگر»، «نقل مکان» و «رسوبگذاری» برای فرسایش مشخص شده‌است. الیسون با بررسی‌های آزمایشگاهی نشان داد که خاک‌های مختلف عکس‌العمل‌های متفاوتی در هر یک از مراحل فوق از خود نشان می‌دهند. برای مثال ذرات خاکی با بافت شنی بسیار آسان‌تر از ذرات یک خاک رسی از هم جدا می‌شوند؛ ولی ذرات رس پس از جداشدن خیلی آسان‌تر از ذرات شن حمل می‌گردند؛ بنابراین برای دانستن درجه سهولت جابجایی یا میزان فرسایش‌پذیری هر خاک، حتماً لازم است ماهیت فرسایش تعریف و مشخص گردد.

## برآوردهای عددی
از ضروریات اساسی هر علم یکی توانایی آن علم در توصیف و اندازه‌گیری علل و اثرات فرایندهای طبیعی مربوط به موضوع علم است و دیگری توانایی پیش‌بینی اینکه در یک شرایط معین در آینده چه اتفاقی خواهد افتاد. از ضروریات فوق در مورد علم حفاظت خاک فقط اندازه‌گیری اثرات فرسایش آسان است که آن هم از زمان «وولنی»(۱۸۸۰) تاکنون به کمک اندازه‌گیری وزن خاک فرسایش یافته انجام می‌گرفته‌است. کوشش جهت برای پیش‌بینی فرسایش خیلی دیرتر و با کارهای اداره حفاظت خاک آمریکا در دهه ۱۹۴۰ آغاز گردید ویکی از اولین بررسی‌ها در این زمینه، کار ماسگریو در سال ۱۹۴۷ به نام «بررسی کمی عوامل مؤثر در فرسایش آبی ـ اولین تقریب» است. عدم وجود عامل سوم یعنی «تشخیص و اندازه‌گیری علل» از پیشرفت‌های علم حفاظت خاک جلوگیری می‌کرد. بعد از موفقیت غیرمنتظره الیسون در مورد فرسایش بارانی، مطالعات روی روابط علت و معلولی فرسایش موجب پیشرفت تدریجی در شبیه‌سازی ریاضی گردید که امکان پیش‌بینی فرسایش از روی داده‌های معین را فراهم می‌آورد. آخرین و مؤثرترین این مدل‌ها به نام «رابطه جهانی از دست رفتن خاک» است. این رابطه تمام عوامل متغیری که روی فرسایش بارانی اثر می‌گذارند را با عبارات ریاضی در یک جا جمع می‌کند. در اینجا با یک بیان ساده کیفی، مسایل فرسایش و کنترل آن‌ها را مطرح می‌کنیم.

## بیان کیفی اصول
علت اساسی فرسایش آبی را می‌توان اعمالی دانست که باران بر روی خاک انجام می‌دهد و مطالعه فرسایش را می‌توان به دو قسمت کرد. یکی اینکه چطور فرسایش تحت تأثیر انواع مختلف باران قرار می‌گیرد و دیگر اینکه شرایط متفاوت خاک آن را چگونه تغییر می‌دهد. میزان فرسایش به این ترتیب به ترکیبی از قدرت باران در ایجاد فرسایش و توانایی خاک در تحمل باران بستگی دارد. به عبارت ریاضی، فرسایش تابعی است از فرسایندگی (باران) و فرسایش‌پذیری (خاک) یا (فرسایش پذیری) (فرسایندگی) F = فرسایش
فرسایندگی را می‌توان توانایی بالقوه باران در ایجاد فرسایش تعریف کرد که در یک شرایط معین خاک برای رگبارش‌های مختلف قابل مقایسه کمی است و برای آن می‌توان مقدار عددی به وجود آورد. فرسایش‌پذیری را می‌توان آسیب‌پذیری خاک نسبت به فرسایش تعریف کرد که برای شرایط معین باران این خاصیت خاک را می‌توان با خاک دیگر مقایسه کرد و باز امکان پیدا کردن مقدار عددی برای فرسایش‌پذیری وجود دارد. فرسایش‌پذیری خاک را می‌توان به دو قسمت کرد. اول آن فرسایش‌پذیری که مربوط به خصوصیات اصلی و ذاتی خاک مثل ترکیبات شیمیایی، فیزیکی و مکانیکی آن بوده که قابل اندازه‌گیری در آزمایشگاه است. دوم آن فرسایش‌پذیری است که به طرز رفتار با خاک یا مدیریت مربوط می‌شود. این مدیریت به نوبه خود به دو قسمت مدیریت اراضی و مدیریت زراعی تقسیم می‌گردد. موضوعات وسیعی که می‌توان آن‌ها را تحت نام مدیریت اراضی جمع‌آوری کرده و در یک گروه قرار داد عبارتند از انواع مختلف استفاده از زمین، جنگلداری، مرتعداری، استفاده کشاورزی و غیره. جزء دیگر مدیریت خیلی مفصلتر بوده و برای زمین‌های زراعی شامل نوع گیاه، کود مصرف شده، برداشت و غیره نیز می‌گردد. این‌ها جمعاً مدیریت کش و زرع را تشکیل می‌دهند. بعضی از عملیات حفاظتی مدیریت مانند شخم روی خطوط تراز یا تراس بندی موضوعاتی هستند که در مرز بین مدیریت اراضی و مدیریت کشت و زرع قرار دارند. در شکل زیر، روش تقسیم‌بندی فوق به صورت نمودار نشان داده شده‌است که با فرسایندگی باران و فرسایش‌پذیری خاک آغاز شده و به ارتباط دادن تمام عوامل مؤثر در فرسایش که در فرمول جهانی فرسایش خاک به کار رفته‌اند منتهی می‌گردد.
فرسایش تابعی است از:
ـ فرسایندگی و فرسایش‌پذیری
ـ باران خصوصیات فیزیکی مدیریت
ـ انرژی مدیریت اراضی مدیریت زراعی

## نگارخانه

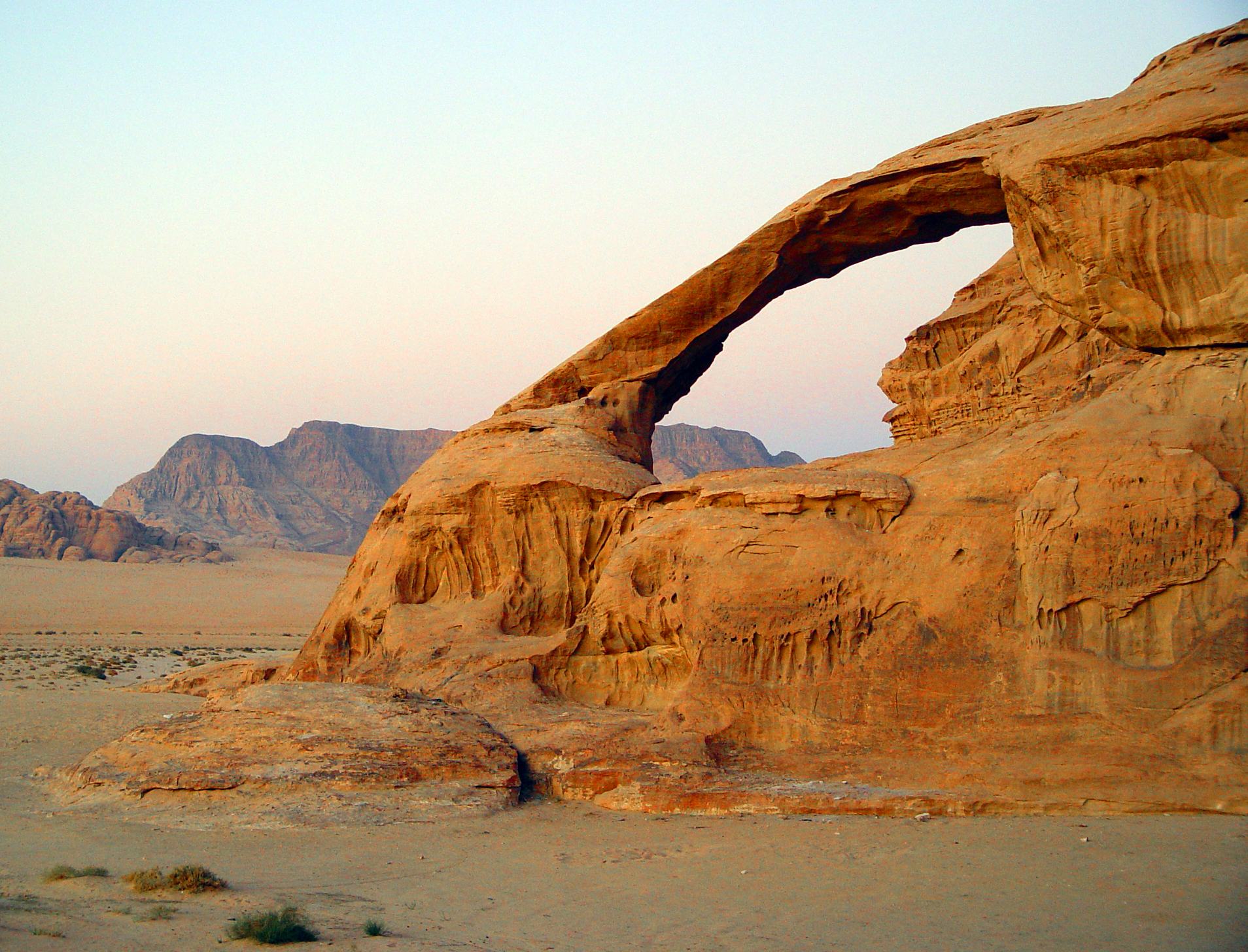
فرسایش توسط باد و آب
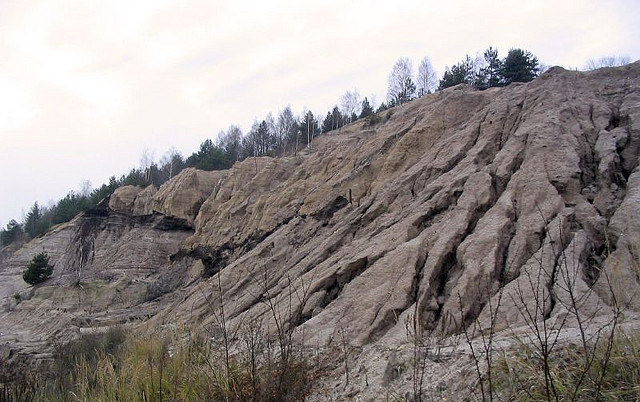
فرسایش توسط سیل
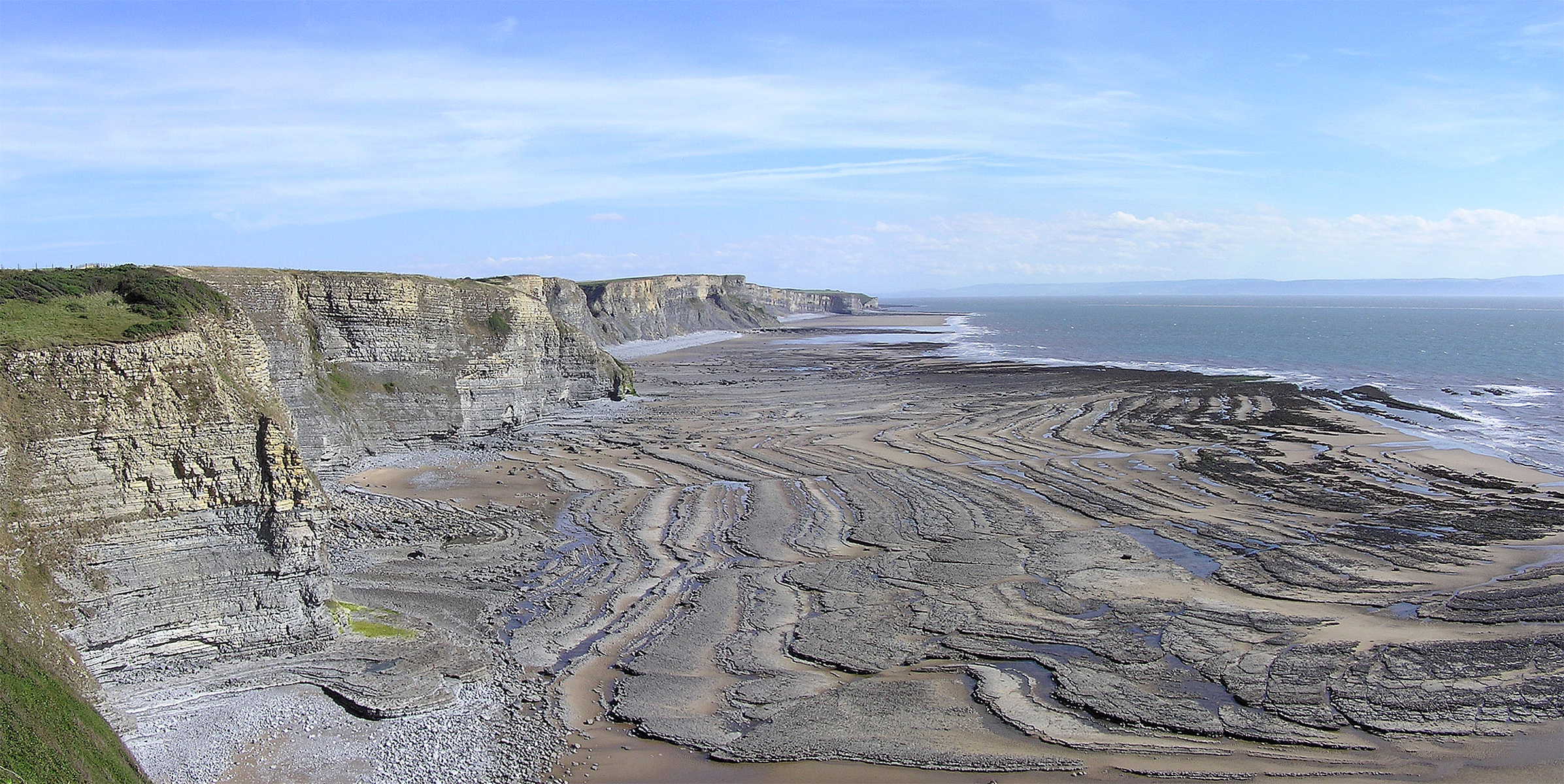
فرسایش توسط آب
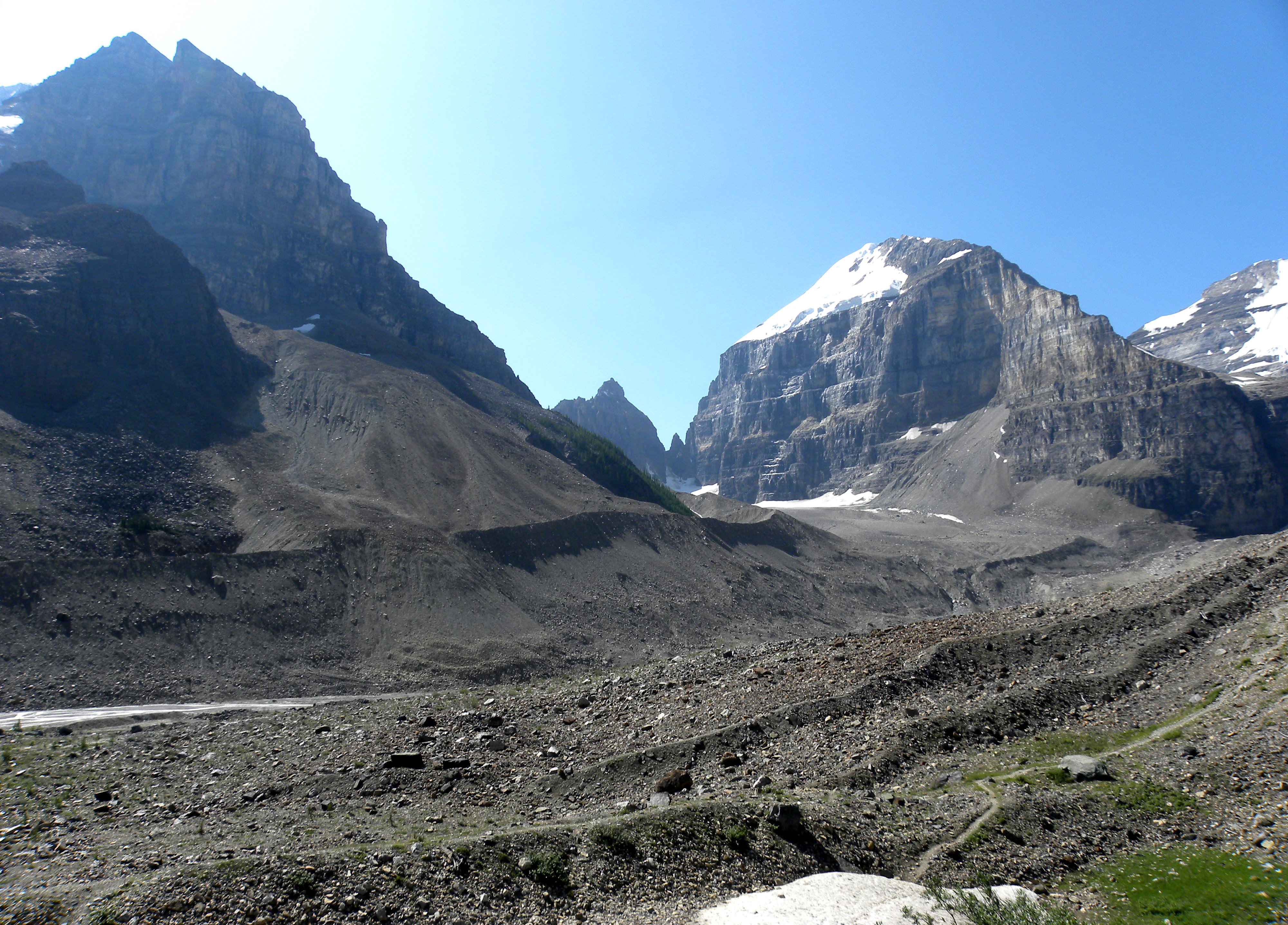
فرسایش توسط جریان آب
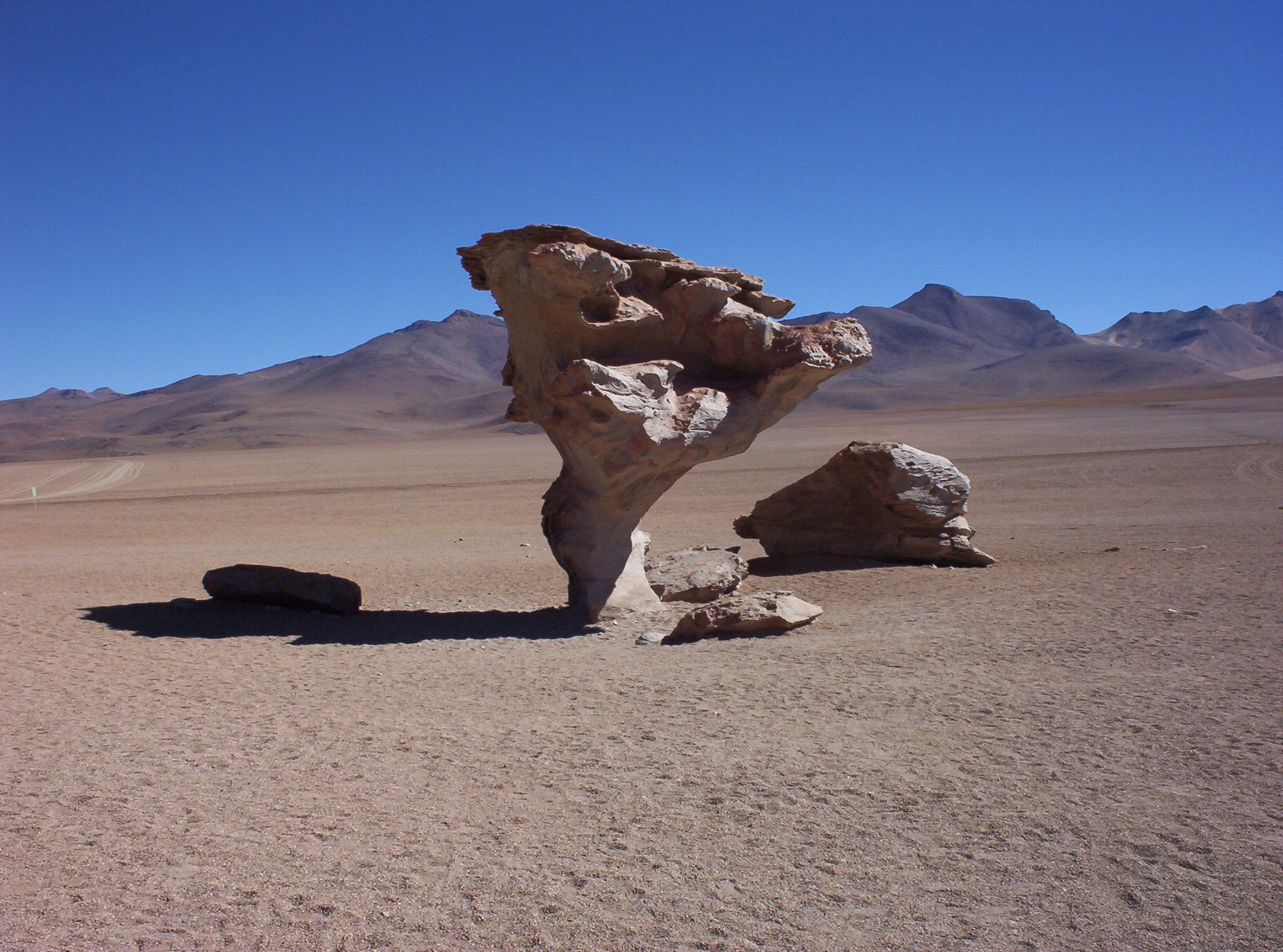
فرسایش توسط باد
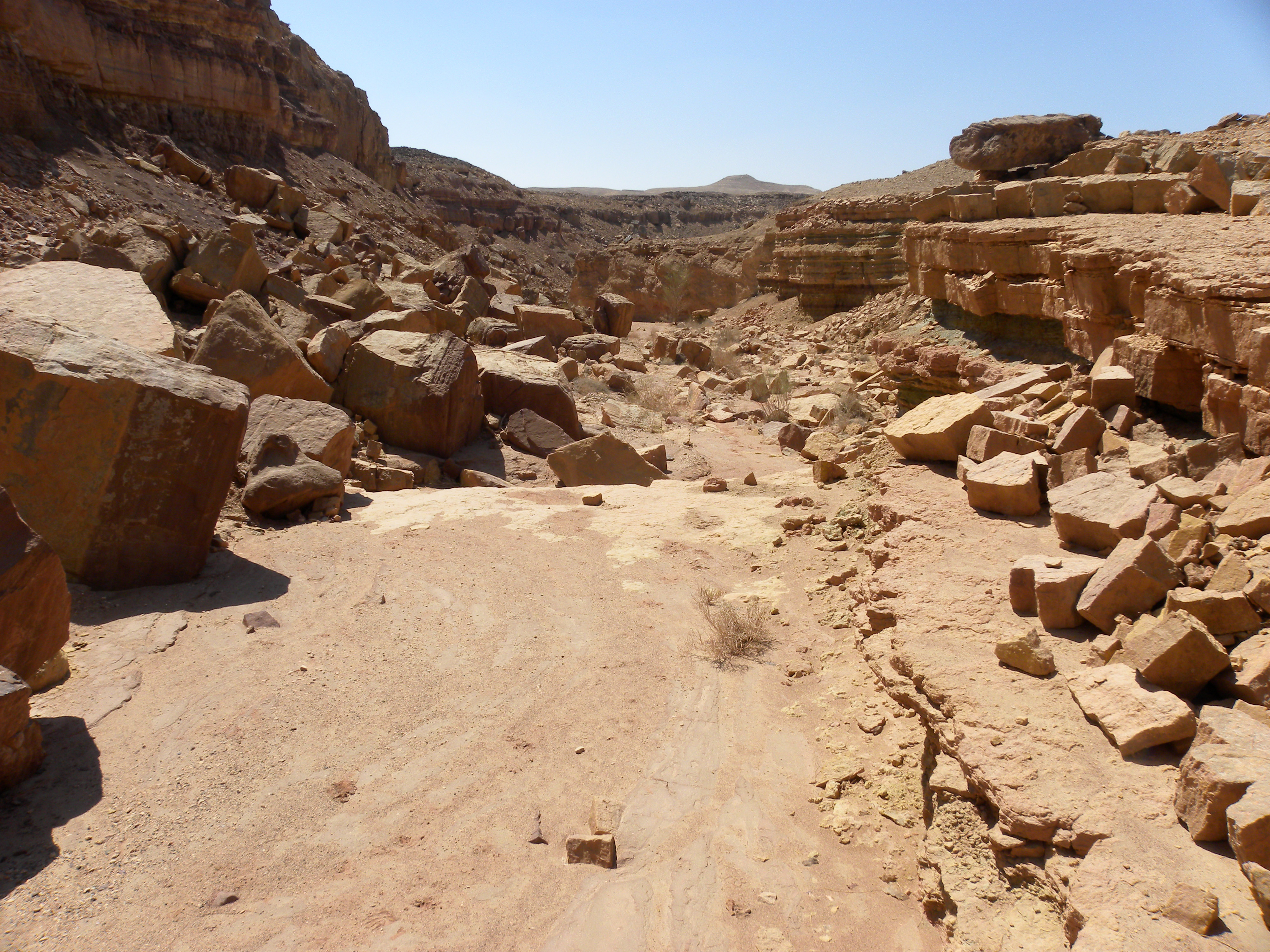
فرسایش توسط جریان آب
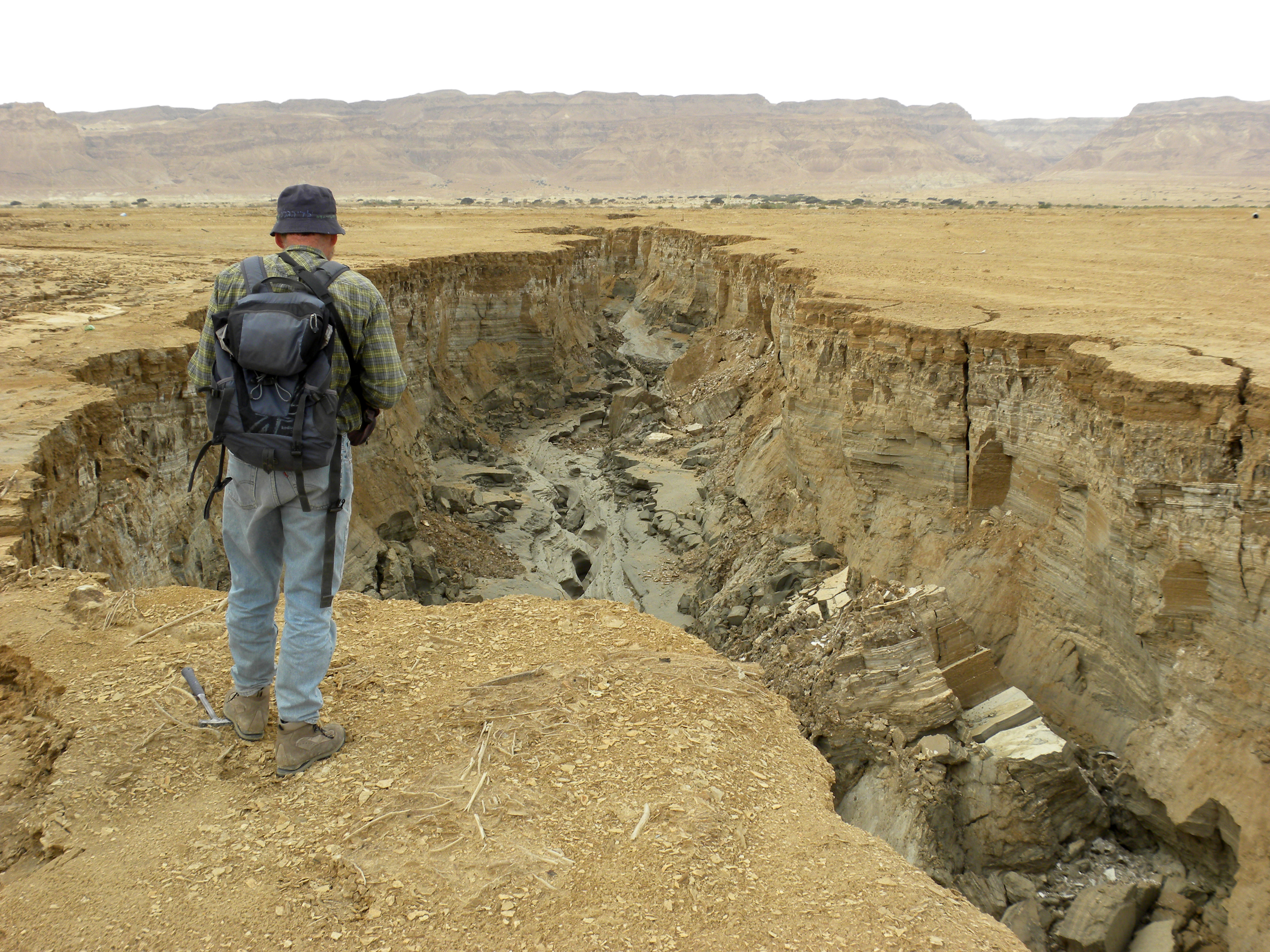
فرسایش توسط آب
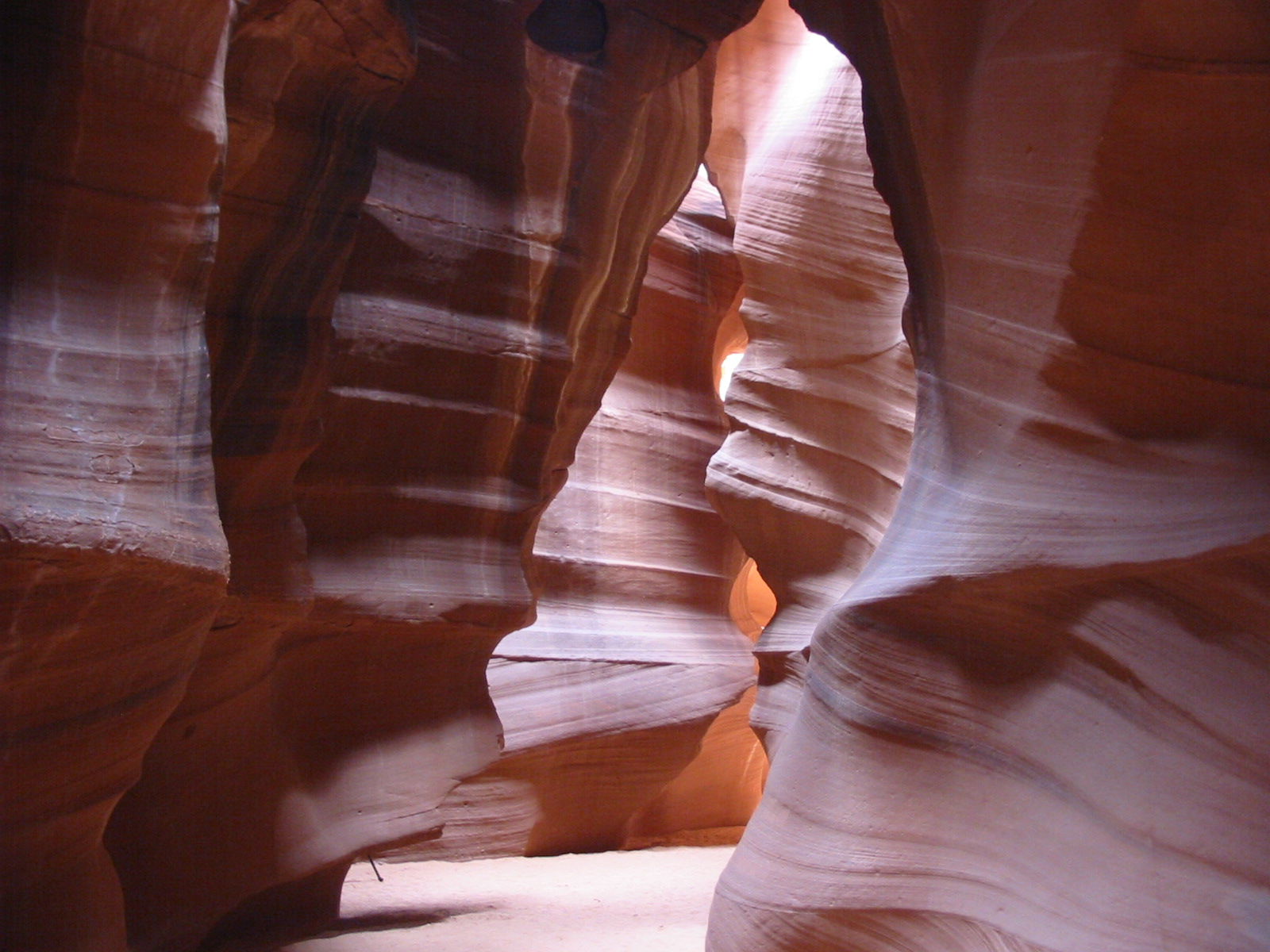
فرسایش توسط جریان آب
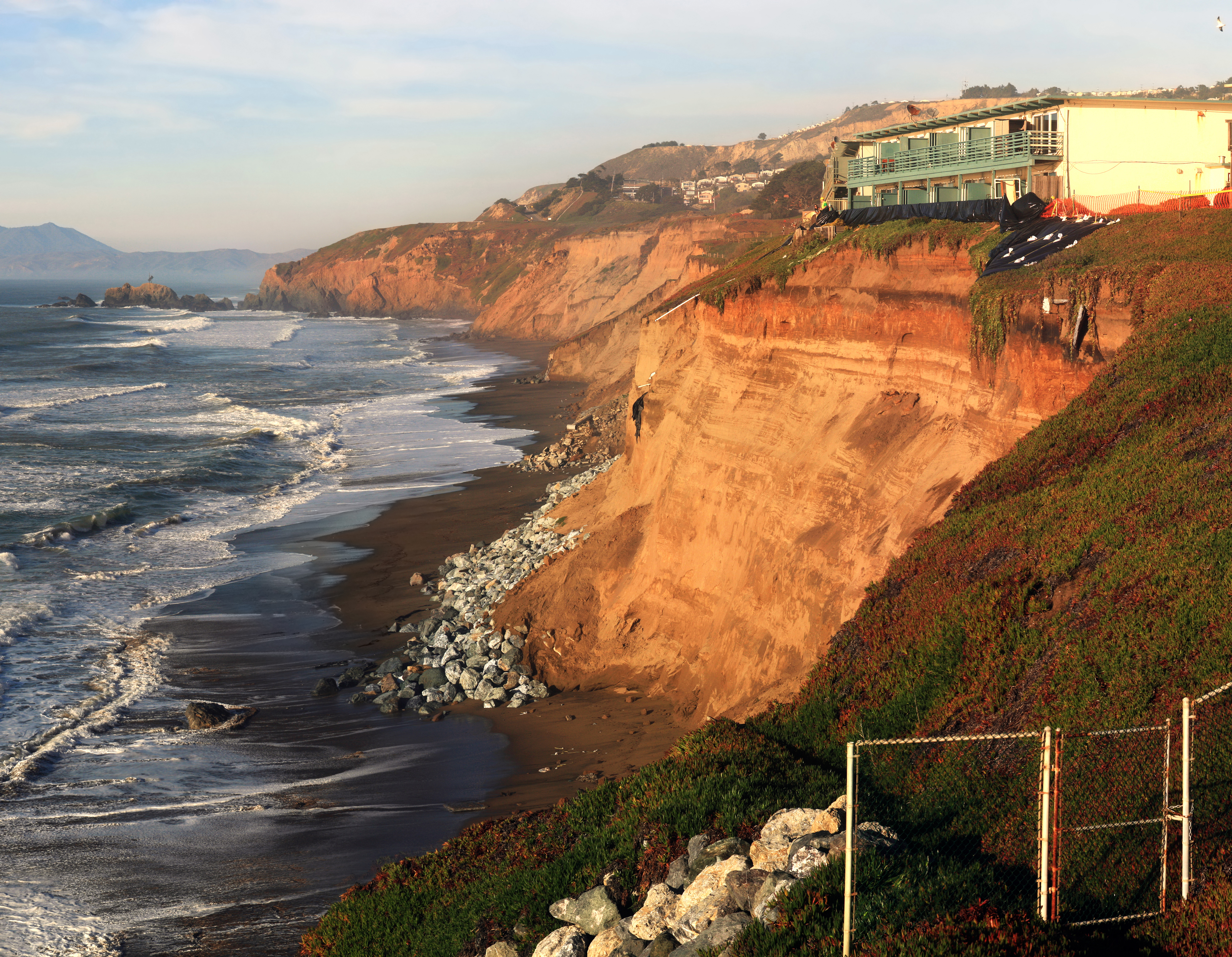
فرسایش توسط آب
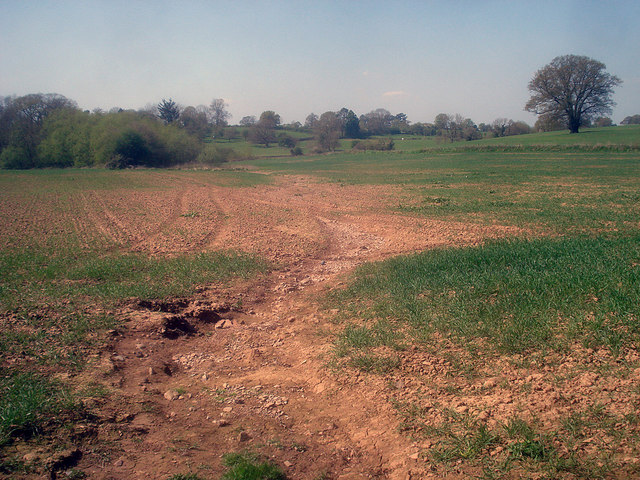
فرسایش توسط جریان آب
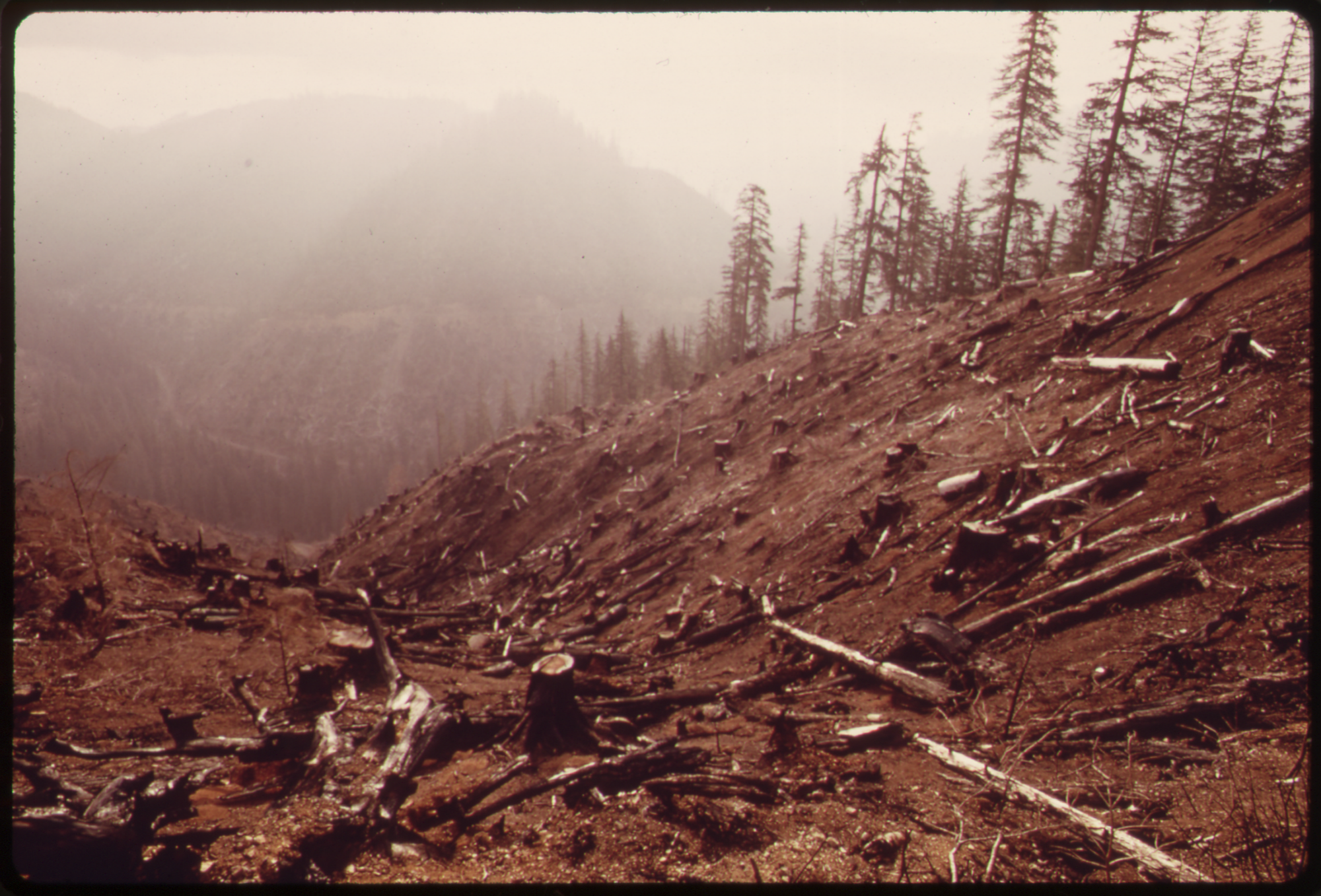
فرسایش توسط جریان سیل
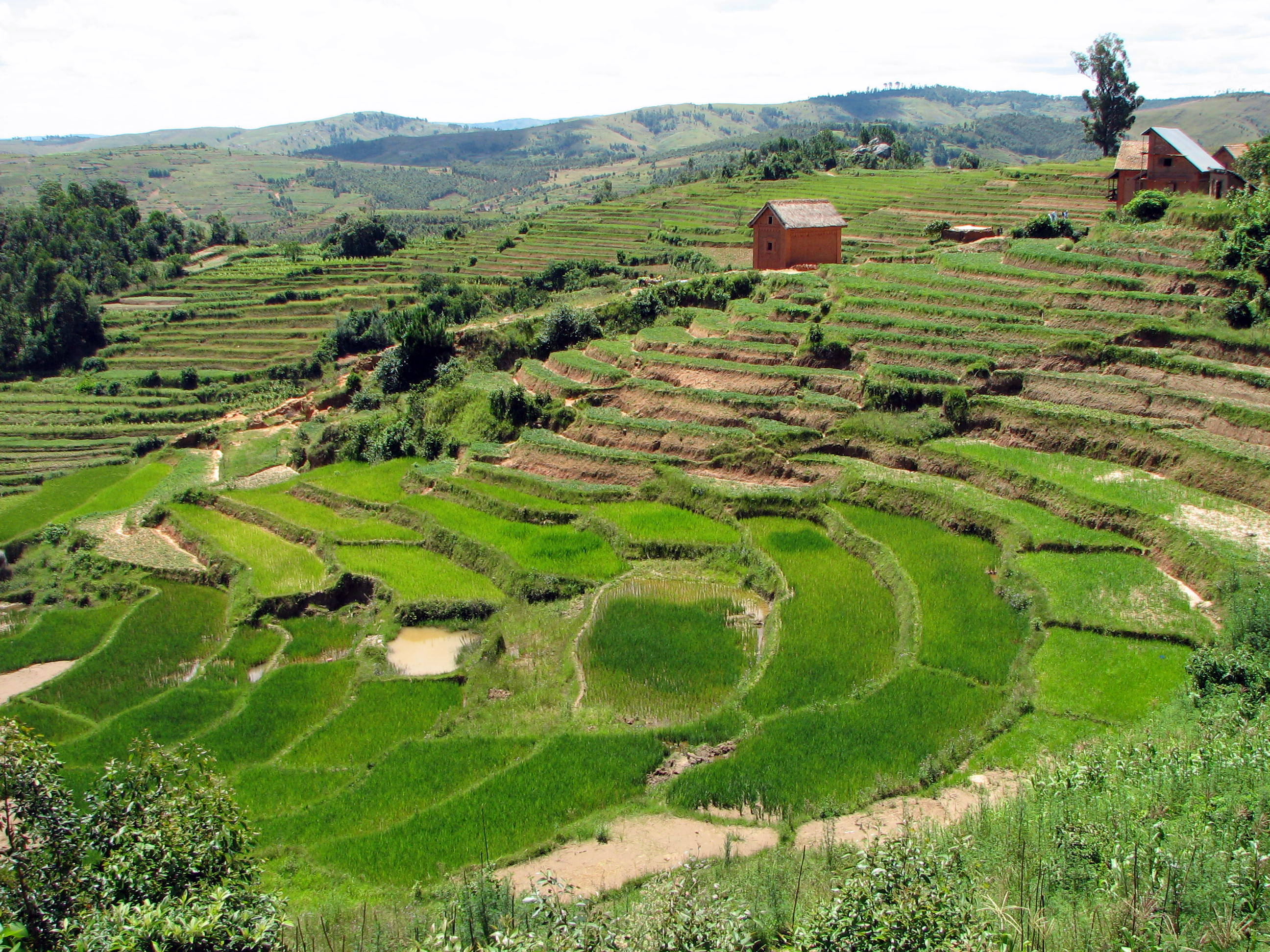
فرسایش توسط آّب
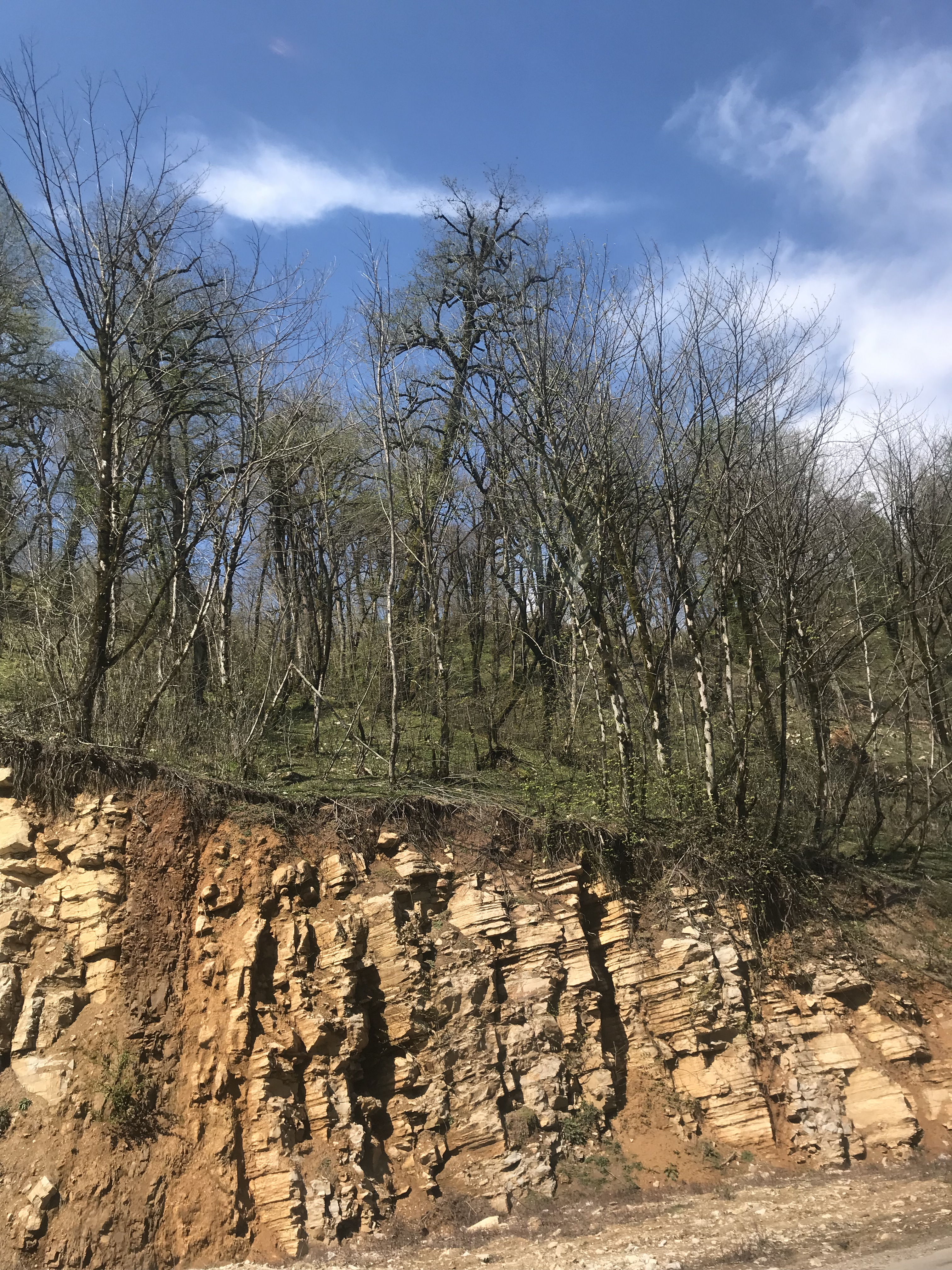
فرسایش توسط سیل